# Jerry Hester
Jerry Warren Hester II (ur. 18 lipca 1975) – amerykański koszykarz, występujący na pozycji rzucającego obrońcy oraz niskiego skrzydłowego, po zakończeniu kariery komentator radiowy spotkań uczelni Illinois.

## Osiągnięcia
NCAA
- Uczestnik turnieju NCAA (1994, 1995, 1997, 1998)
- Lider sezonu zasadniczego Konferencji Big Ten (1998)
- Team MVP (1998)
- Zaliczony od składu All-Big Ten (1998)

Drużynowe
- Brązowy medalista mistrzostw Polski (2002)
- Uczestnik rozgrywek:
  - Euroligi (2000)
  - NEBL (2000)

Indywidualne
- Najlepszy w obronie PLK (2002 według Gazety)[1]
- 2-krotnie powoływany do udziału w meczu gwiazd PLK (2000, 2003 – nie wystąpił)[2]
- Uczestnik meczu gwiazd Polska - Gwiazdy PLK (1999)[3]
- Lider strzelców PLK w liczbie zdobytych punktów (2000)[4]